# كأس الأردن 2009–10
كأس الأردن 2009–10 هي النسخة الثلاثين من كأس الأردن.
دخل الفيصلي هذه النسخة باعتباره النادي صاحب أكبر عدد من الألقاب برصيد 16 لقبًا.
حافظ الوحدات على لقبه، وتُوج بالكأس للمرة الثانية على التوالي، والثامنة في تاريخه، بفوزه 1–0 على النادي العربي في المباراة النهائية، وبذلك حصل على مقعد له في كأس الاتحاد الآسيوي 2011.

## دور ال16
| الفريق الأول       | إجم. | الفريق الثاني | مباراة الذهاب | مباراة الإياب |
| ------------------ | ---- | ------------- | ------------- | ------------- |
| الوحدات            | 12–0 | شيحان         | 5–0           | 7–0           |
| اليرموك            | 6–6  | الرمثا        | 5–5           | 1–1           |
| البقعة             | 4–2  | الأهلي        | 3–0           | 1–2           |
| اتحاد الرمثا       | 2–4  | العربي        | 1–4           | 1–0           |
| الجزيرة            | 8–0  | كفرسوم        | 4–0           | 4–0           |
| الحسين             | 4–3  | الكرمل        | 1–1           | 3–2           |
| الطرة              | 1–20 | الفيصلي       | 0–12          | 1–8           |
| نادي منشية بني حسن | 0–4  | شباب الأردن   | 0–1           | 0–3           |

## ربع النهائي
لُعبت مباريات الذهاب والإياب في مرحلة خروج المغلوب، في الأيام 2 و3 و7 و8 مايو 2010.
| الفريق الأول | إجم. | الفريق الثاني    | مباراة الذهاب | مباراة الإياب |
| ------------ | ---- | ---------------- | ------------- | ------------- |
| الرمثا       | 5–4  | الفيصلي          | 2–1           | 3–3           |
| الوحدات      | 4–3  | الحسين           | 0–0           | 4–3           |
| العربي       | 7–4  | البقعة           | 4–1           | 3–3           |
| الجزيرة      | 2–2  | نادي شباب الأردن | 1–0           | 1–2           |

## نصف النهائي
لُعبت مباريات الذهاب والإياب في مرحلة خروج المغلوب، في الأيام 14 و15 و21 و22 مايو 2010.
| الفريق الأول | إجم. | الفريق الثاني | مباراة الذهاب | مباراة الإياب |
| ------------ | ---- | ------------- | ------------- | ------------- |
| الجزيرة      | 2–3  | النادي العربي | 2–1           | 0–2           |
| الوحدات      | 6–0  | الرمثا        | 1–0           | 5–0           |

## النهائي
| الوحدات  | 1–0 | العربي |
| -------- | --- | ------ |
| كشكش 60' |     |        |